# Kim Myong-won
Kim Myong-won (Pyongyang, 15 de julho de 1983), é um futebolista Norte-Coreano que atua como atacante. Atualmente, joga pelo Ulaanbaatar. Disputou a Copa do Mundo de 2010 representado seu país.
Kim Myong-won ganhou notoriedade não pelo que fez em campo, mas pelo que a comissão técnica da Coreia do Norte aprontou com a FIFA na inscrição para o Mundial da África do Sul: o nome do atacante foi incluído na lista como se fosse goleiro.
Isto porque em seu clube, Myong-won de fato era atacante, mas seu talento para pegar pênaltis o levou, em situações de emergência, a vestir as luvas e ir para o gol. Conta-se que Myong-won chegou até a defender três pênaltis numa só partida, válida pelo Campeonato Norte-Coreano.
De maneira que a seleção da Coreia do Norte inscreveu Myong-won na Copa do Mundo como goleiro para utilizá-lo nesta posição só quando fosse necessário, com a intenção de escalá-lo como atacante nas demais situações.
Só que segundo as regras da FIFA, a lista de inscritos deve ter 23 nomes, sendo que três deles devem ser obrigatoriamente goleiros, que em nenhuma hipótese podem jogar na linha, o que impediu Myong-won de jogar em sua posição original no Mundial da África do Sul.